# Surabaya Johnny
Surabaya Johnny ist ein Lied von Bertolt Brecht und Kurt Weill, das 1929 von der Schauspielerin Carola Neher in der Theaterkomödie Happy End erstmals interpretiert wurde.

## Entstehung und Veröffentlichung
Das Lied Surabaya Johnny feierte seine Uraufführung in der Theaterkomödie Happy End der deutschen Schriftstellerin Elisabeth Hauptmann (unter dem Pseudonym Dorothy Lane). Das Theaterstück hatte seine Premiere am 2. September 1929 im Theater am Schiffbauerdamm in Berlin. Die Interpretin des Liedes war Carola Neher in ihrer Rolle als „Lilian“. Urheber sind Bertolt Brecht (Text) und Kurt Weill (Komposition). Hauptmann und Brecht werden auch als Librettisten des ganzen Stücks Happy End geführt, Weill als Komponist. Bei der Uraufführung erschien Brecht nur als Autor der Liedtexte, er hat jedoch auch in einem Brief an Hauptmann die Fabel des Stücks skizziert und war an der Redaktion des Texts für die Aufführung beteiligt.
Die literarische Vorlage Brechts war Hauptmanns Übersetzung des Gedichts ‚Mary, Pity Women!‘ aus Rudyard Kiplings The Seven Seas (1896). Ursprünglich hatte Brecht das Lied 1925 für den Einbau in eine Umarbeitung eines Theaterstücks von Lion Feuchtwanger vorgesehen, an der er beteiligt war. Es handelt sich um das Stück Warren Hastings, Gouverneur von Indien, die umgearbeitete Fassung von Feuchtwangers Stück trug den Titel Kalkutta, 4. Mai. Marta Feuchtwanger erinnert sich, dass Surabaya Johnny ursprünglich als eine Art Sprechgesang gedacht war. Franz Servatius Bruinier vertonte den Text erstmals 1927 und verfasste ein Arrangement für eine Besetzung mit Altsaxophon, Banjo, Trompete und Violine. Später war eine Variante des Texts unter dem Titel Maria, Fürsprecherin der Frauen für die Dreigroschenoper vorgesehen, wurde aber im Verlauf der Arbeit wieder gestrichen. Hauptmann und Brecht bauten das Lied dann in Happy End ein.
Weill sandte seine neue Vertonung spätestens Mitte Mai 1929 an Neher. Die Instrumentation arbeitete er erst während der Proben in enger Zusammenarbeit mit der Lewis Ruth Band aus, die bei der Uraufführung die musikalische Begleitung lieferte. Die für die Kurt Weill Edition gesichteten Quellen zeigen, dass am Surabaya Johnny im Vorfeld und auch nach der Aufführung mehr Änderungen der Instrumentation vorgenommen wurden als an jeder anderen Gesangsnummer des Stücks. Die autographe Partitur und die erhaltenen Instrumentalstimmen unterscheiden sich gerade bei diesem Lied in vielen Einzelheiten. Gemäß Fritz Hennenberg war es für die Besetzung Altsaxophon (auch Querflöte), Bassgitarre (auch Hawaiigitarre), Klavier, Posaune, Schlagzeug, Tenorsaxophon und Trompete geschrieben, in der Kurt Weill Edition werden zusätzlich Klarinette und Violine angegeben. Am 24. August 1929 wurde ein Arrangement des Liedes für Klavier und Stimme bei Universal Edition veröffentlicht.

## Inhalt
| „Du wolltest nicht Liebe, Johnny. Du wolltest Geld, Johnny. Ich aber sah, Johnny, nur auf deinen Mund. Du verlangtest alles, Johnny. Ich gab dir mehr, Johnny. Nimm doch die Pfeife aus dem Maul, du Hund! Surabaya Johnny, warum bist du so roh? Surabaya Johnny, mein Gott, und ich liebe dich so. Surabaya Johnny, warum bin ich nicht froh? Du hast kein Herz, Johnny, und ich liebe dich so.“ – Pre-Chorus und Refrain, Originalauszug | Musikalisch ist das Lied der Gattung Theatermusik zuzuordnen. Die meisten Interpretationen werden dabei den Stilen Cabaret, Chanson oder auch Modern zugeordnet. Aufgebaut ist es auf drei Strophen à 14 Zeilen und einem Refrain à vier Zeilen. Das Lied beginnt mit der ersten Strophe, auf die der Refrain folgt. Der gleiche Vorgang wiederholt sich mit der zweiten und dritten Strophe. Mit dem dritten Refrain endet das Lied. Am Ende einer jeden Strophe erfolgte eine Art Einleitung zum Refrain, diese besteht aus sechs Zeilen und ähnelt sich im Aufbau in allen Strophen, heutzutage vergleichbar mit dem sogenannten „Pre-Chorus“. Das Ende einer jeden Strophe bildet dabei die Zeile: „Nimm doch die Pfeife aus dem Maul, du Hund!“ Bei Surabaya handelt es sich um die Hauptstadt der Provinz Jawa Timur (Ostjava) in Indonesien. Die Geschichte des „Surabaya Johnny“ handelt von einem untreuen Mann, der Frauen an Land die Herzen stiehlt, zurück auf See fährt und die Frauen alleine zurücklässt. Das Stück wurde dabei aus der Sicht einer betrogenen („Du hast mich betrogen, Johnny, zur ersten Stund“) und doch liebenden Frau geschrieben („Surabaya-Johnny, mein Gott, und ich liebe dich so“ […] „Wie eine Vierzigjährige“). |

## Weitere Interpretationen

### Interpretation von Peter Heppner
Der deutsche Autor, Musikproduzent und Synthiepop-Sänger Peter Heppner sang das Lied während seiner Konzertreihe Peter Heppner Akustik 2022/23. Das Stück war während dieser Tour fester Bestandteil der ersten Zugabe. Heppner spielte das Lied erstmals am 1. September 2022 im Hamburger Gruenspan, beim Auftakt seiner Akustiktour. Zum bislang letzten Mal präsentierte Heppner das Stück beim Abschlusskonzert seiner Akustiktour 2022/23 auf den Uckermärkischen Bühnen in Schwedt/Oder am 17. September 2023. Insgesamt spielte er das Lied bislang bei 19 Konzerten. Während den Konzerten erzählte Heppner selbst, dass er das Lied schon in seiner Kindheit für sich entdeckt habe, als er es im Radio gehört habe. Er habe es im Laufe der Zeit immer mal wieder für sich entdeckt und wollte es einfach mal auf der Tour „versuchen“ darzubieten. Eine Studioaufnahme wurde bislang nicht veröffentlicht.

### Weitere Interpretationen (Auswahl)
| Deutsch: - 1930: Lotte Lenya - 1943: Lotte Lenya (Album: Six Songs by Kurt Weill) - 1962: Georgia Brown (Album: September Song) - 1963: Laura Betti & Vittorio De Sica (Album: Kurt Weill 1900–1933) - 1965: Gisela Jonas (Album: Die Ballade von der sexuellen Hörigkeit) - 1966: Gisela May (Album: Brecht Weill) - 1975: Evelyn Künneke (Album: Sensationell) - 1976: Rut Rex-Viehöver (Album: Live) - 1986: Teresa Stratas (Album: Stratas Sings Weill) - 1986: Ute Lemper (Album: Ute Lemper singt Kurt Weill) - 1988: Mona Mur (Album: Mona Mur) - 1989: Helen Schneider (Album: A Walk on the Weill Side) - 1990: Element of Crime (Album: Crime Pays) - 1993: Ute Lemper, John Mauceri & RIAS Sinfonietta Berlin (Album: Ute Lemper Sings Kurt Weill Vol. 2) - 1994: Anne Sofie von Otter (Album: Sings Kurt Weill) - 1997: Eva-Maria Hagen (Das Lied vom Surabaya-Johnny; Album: „Joe, mach die Musik von damals nach…“) - 1997: Gina Pietsch & Dietmar Ungerank (Das Lied von Surabaya-Johnny; Album: Klampfenlieder bei Brecht) - 1998: Georgette Dee & Terry Truck (Album: Na also! – Goodbye – Brecht – Live) - 1999: Carmen-Maja Antoni (Das Lied von Surabaya-Johnny; Album: Bertolt Brecht – Gesungen von Antoni & Schall) - 2009: En Esch & Mona Mur (Album: 120 Tage – The Fine Art of Beauty & Violence) - 2012: Claron McFadden & Sven Ratzke (Album: Groschenblues) - 2013: Nina Proll & Trio de Salón (Album: Lieder eines armen Mädchens) Instrumentalmusik: - 1929: Red Roberts mit seinem Ultraphon Jazz-Orchester - 1929: Lewis Ruth Band - 1962: Jacques Loussier (Album: Catherine Sauvage) - 1962: J. J. Johnson & André Previn (Album: Play Kurt Weill’s Mack the Knife & Bilbao-Song) - 2000: Colin Towns & NDR Bigband (Album: The Theatre of Kurt Weill) - 2012: Stefano Bollani (Album: Sounds of the 30s) - 2013: Caroline Henderson (Album: Lonely House) | Englisch: - 1971: Cathy Berberian (Album: MagnifiCathy) - 1973: Bette Midler (Album: Bette Midler) - 1977: Agnes Bernelle (Album: Bernelle on Brecht and…) - 1986: Dagmar Krause (Album: Supply & Demand – Songs by Brecht/Weill & Eisler) - 1987: Marc Almond (Album: A Virgin’s Tale – Volume 2) - 1988: Tom Robinson (Album: Blonde & Blue – Live) - 1991: Kate Westbrook (Album: Goodbye Peter Lorre) - 1994: Ann Malcolm (Album: Incident’ly) - 1996: Marianne Faithfull (Album: 20th Century Blues) Französisch: - 1933: Marianne Oswald - 1958: Catherine Sauvage (Album: De l’Opéra de quat’sous á September Song – Chansons de Kurt Weill) Italienisch: - 1971: Milva (Album: Milva canta Brecht) Niederländisch: - 2017: Conny Vandenbos (Album: Soerabaja Johnny; Album: Het Complete Oeuvre Van Conny Vandenbos) Tschechisch: - 1973: Hana Hegerová (Album: Recital 2) |

## Rezeption
Patricia Engelhorn von der deutschen Tageszeitung Die Welt ist der Meinung, dass so ein Johnny „natürlich“ auch in Genua, Hamburg oder Marseille anzutreffen sei. Kerle wie ihn, die einer Frau an Land das Herz stehlen und dann damit zur See fahren, gebe es nicht nur in den großen Hafenstädten dieser Welt. Dass Kurt Weill den „Helden“ seines Titels Surabaya Johnny ausgerechnet in Surabaya – einer Stadt, die er kaum gekannt haben dürfte – auftreten lasse, habe wohl mit dem Fernweh, der Sehnsucht und der Exotik zu tun, die im Namen der indonesischen Hafenmetropole schwinge. Denn exotisch sei Surabaya „in der Tat“. Allerdings stammt der Ortsname nicht von Weill, sondern von Brecht, der hier anscheinend tatsächlich den Klang des Wortes höher schätzte als realweltliche Fakten. Ihm erschien „Surabaya“ als „erfundenes Wort“.
Das deutsche Nachrichtenmagazin Der Spiegel beschrieb den „Surabaya Johnny“ als „Schuft“, dem die Diseusen seit den 1930er-Jahren hinterherschmachten würden.

## Trivia
Die deutschen Fernsehsender Arte und ZDF drehten einen Dokumentarfilm über den „Surabaya Johnny“. Die filmische Umsetzung wurde erstmals am 15. Juni 1994 auf Arte ausgestrahlt.